# 90944 Pujol
90944 Pujol este un asteroid din centura principală de asteroizi.

## Descriere
90944 Pujol este un asteroid din centura principală de asteroizi. A fost descoperit pe 25 octombrie 1997 la Castres de Alain Klotz. Asteroidul prezintă o orbită caracterizată de o semiaxă mare de 2,29 ua, o excentricitate de 0,26 și o înclinație de 3,2° în raport cu ecliptica.